# Wegelin
Wegelin & Co — найстаріший банк Швейцарії, історія якого відраховується з 1466 року. Основний напрямок фінансової діяльності Wegelin — управління капіталом і активами.

## Історія

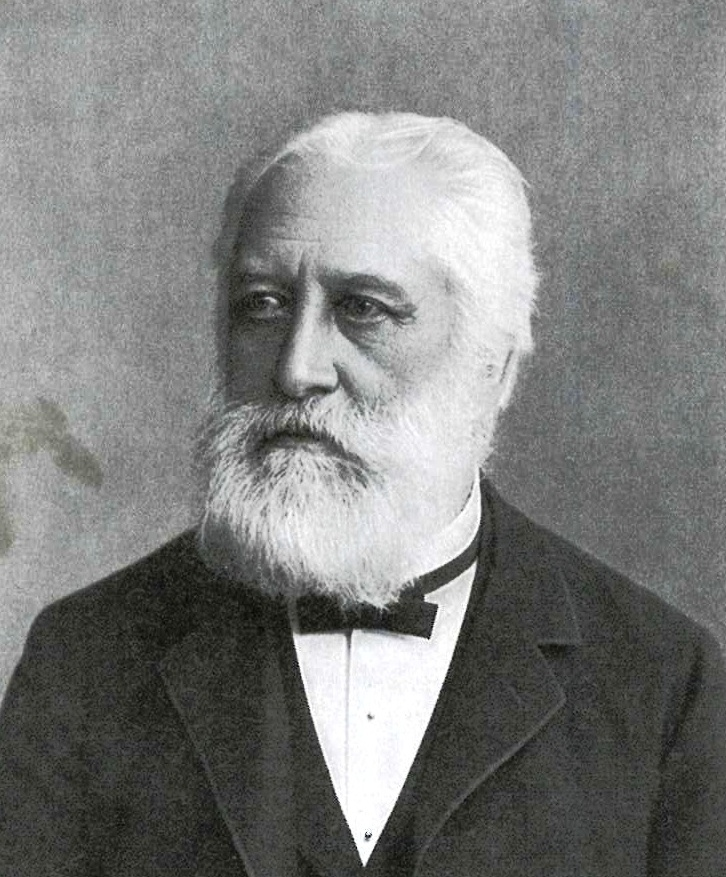
Еміль Вегелен, 1880-ті

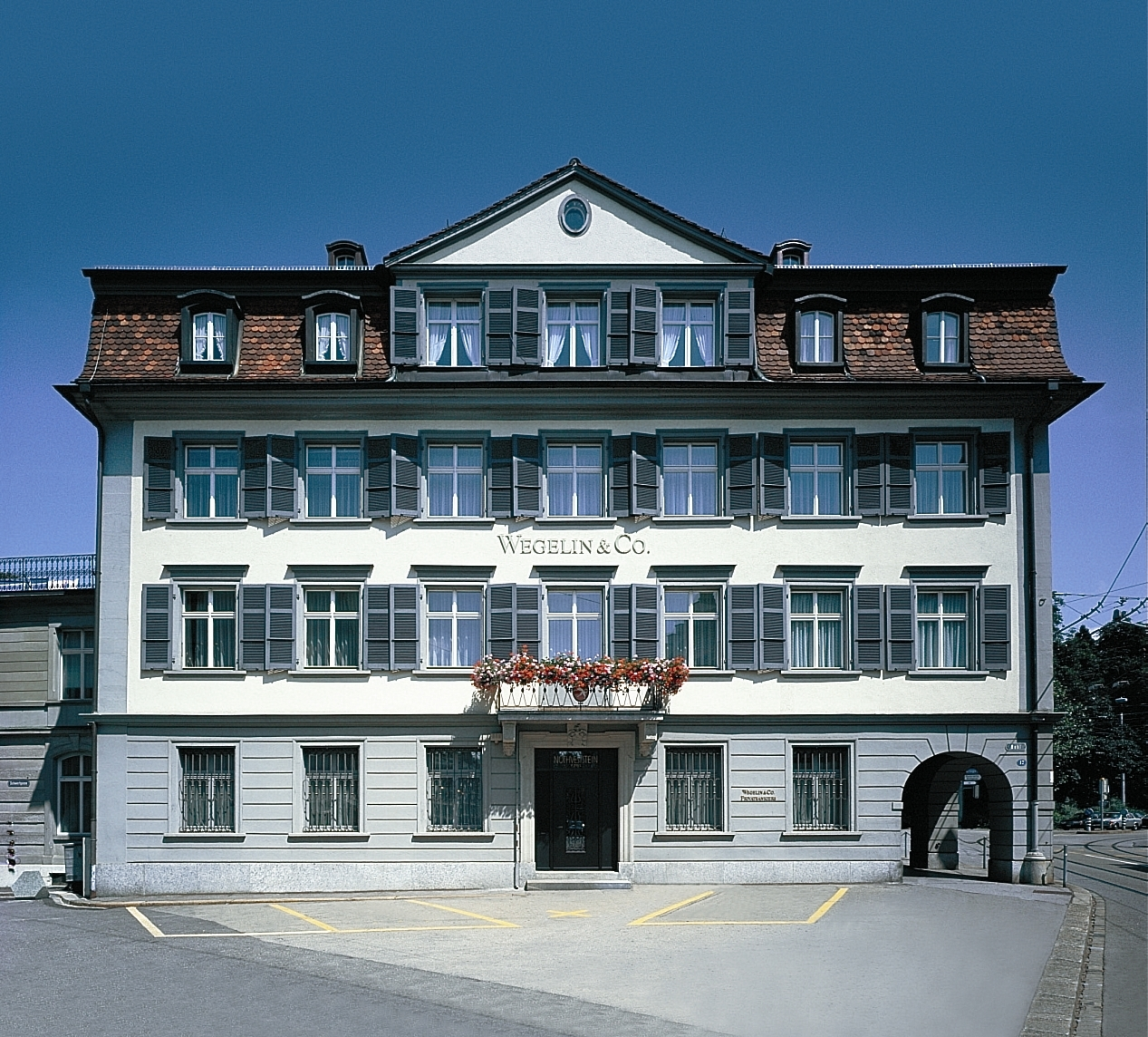
Головний офіс банку в Санкт-Галлені

У 1466 році купецьке співтовариство швейцарського кантону Санкт-Галлен заснувало торгову компанію Nothveststein. Безпосередньо банківськими операціями Nothveststein зайнялася тільки на початку 18 століття. У 1741 році швейцарський комерсант Каспар Цілі створив власну торгову компанію, яка згодом купила Nothveststein (штаб-квартира Wegelin & Co донині перебуває в колишньому головному будинку Nothveststein). Незабаром назву Nothveststein поміняли на Notenstein. У 1881 році нащадок Каспара Цілі, Еміль Вегелен, змінив організаційно-правову форму банку на «товариське суспільство», а також поміняв його назву на Wegelin & Co. Про високу репутації банку в той період свідчить той факт, що однією з його клієнток була французька імператриця Євгенія Бонапарт.
Перший філіал Wegelin за межами Санкт-Галлена був відкритий тільки в 1998 році в Цюриху. Керівником політики розширення мережі філій банку став керівний партнер банку Конрад Гуммлер, який посів місце у складі членів суспільства Wegelin 1991 року. Завдяки його керівництву в 2007 році були відкриті філії в Женеві і Лозанні, потім філіали в інших містах Швейцарії, загальним числом 12. Кількість співробітників банку збільшилася з 30 у 1990 році до 700 у 2012-му, а активи, що перебували під управлінням банку, досягли близько 24 млрд швейцарських франків.

### Судовий тиск США
У жовтні 2010 року колишній директор банку був заарештований ФБР за підозрою у відмиванні грошей. У грудні 2011 року прокуратура Нью-Йорка висунула проти трьох співробітників Wegelin (швейцарці Майкл Берлінка, Урс Фрай, Роджер Келлер) звинувачення в допомозі американським клієнтам банку ховати гроші від оподаткування. Після того як американська влада вперше пред'явили банку звинувачення в лютому 2012 року, він був оголошений «втікачем від правосуддя», коли його розпорядники не з'явилися в американський суд. За даними прокуратури, обвинувачені в період з 2005 по 2010 роки переконували громадян США розміщувати їхні гроші в банку Wegelin, а також сприяли їм у створенні підставних фірм в Ліхтенштейні, Панамі та Гонконзі з метою ухиляння від податків. Співробітникам Wegelin вдалося таким чином залучити близько 70 американських платників податків (причому деякі з них колишні клієнти UBS), які в загалом приховали від податкового управління на рахунках банку Wegelin близько $1,2 млрд. Найстаріший швейцарський банк, який не мав своїх представництв в Америці, діяв через банки-кореспонденти.
З середини 2009 року банк припинив залучення нових клієнтів із США. У серпні 2011 року банк попередив своїх клієнтів із США, що з січня 2012 року більше не буде вести справи з американцями. Далі банк уповноважив представника адвокатури в США представляти його інтереси.
У кінці січня 2012 підрозділ банку Wegelin з управління капіталом та активами (разом з основною частиною клієнтів банку) були продані банку Notenstein Private Bank, 100%-ій дочірній компанії швейцарської Raiffeisen Group. Згідно з повідомленням видання Der Sonntag, покупка обійшлася Raiffeisen Group приблизно в $650 млн. Як заявив керувний партнер банку Конрад Гуммлер,
|  | ... Банк став жертвою великої гри і його продаж стало єдиним вірним рішенням, прийнятим своєчасно, хоча торжествувати з цього приводу не доводиться... Це робиться заради наших клієнтів і працівників, чиї інтереси ми вважаємо за необхідне захистити в першу чергу |

Угода була оформлена за кілька днів. Змінивши вивіску, банк повернув собі історичне ім'я — Notenstein. У результаті угоди основні активи банку були переведені в іншу організаційно-правову форму, а підрозділ, щодо співробітників якого проводиться розслідування фіскальних органів США та що управляє грошима американців, залишився у складі Wegelin & Co. Керівником Notenstein Private Bank став колишній учасник товариського суспільства Wegelin д-р Адріан Кюнці (Dr Adrian Künzi).
Виконавчий директор UBS Освальд Грюбель прокоментував ситуацію
|  | Кінець банку Wegelin - це тільки прелюдія до великої атаки на швейцарський банківський сектор. Влада США стискають петлю над нашою індустрією. Вирішення податкових спорів зі Штатами дуже дорого обійдеться нашим банкам |

У січні 2013 банк Wegelin & Co заявив про припинення своєї діяльності. На суді в Нью-Йорку представники Wegelin визнали, що їм було відомо про секретні рахунки, що ховалися від податкових перевірок громадян США. Банк погодився виплатити американській владі 58 мільйонів доларів штрафу. Коли ця процедура буде закінчена, Wegelin перестане діяти як фінансова установа. Wegelin намагався виправдатися тим, що його відділення розташовані тільки в Швейцарії, а отже, на нього поширюються лише досить м'які банківські закони цієї країни.
Інші швейцарські банки під тиском зі США почали перешкоджати американцям у відкритті офшорних рахунків, і Wegelin, на думку звинувачення, «усвідомлено й агресивно» кинувся на американський ринок, щоб зайняти спорожнілу нішу. У 2008–2009 роках це було зроблено для колишніх клієнтів швейцарського банку UBS, який влада США звинувачувала в допомозі податковим ухильниками і потім оштрафувала на 780 млн доларів в обмін на зняття звинувачення. Банк UBS погодився виплатити американській владі штраф, а також розкрити інформацію про власників банківських рахунків. Однак UBS так і не визнав своєї провини і не був визнаний винним судом. Замість цього він уклав з американськими прокурорами угоду про відстрочення судового переслідування, згідно з яким штраф виплачується в обмін на зняття звинувачень.
Таким чином, саме Wegelin став першим іноземним банком, який визнав свою вину у сприянні американським громадянам в ухиленні від сплати податків.

## Виноски
1. ↑  Найстаріший банк Швейцарії закривається після штрафу США. Архів оригіналу за 5 січня 2013. Процитовано 4 січня 2013.
2. ↑  Старейший швейцарский банк закрывается после скандала в США. Архів оригіналу за 7 січня 2013. Процитовано 4 січня 2013.